# Solex

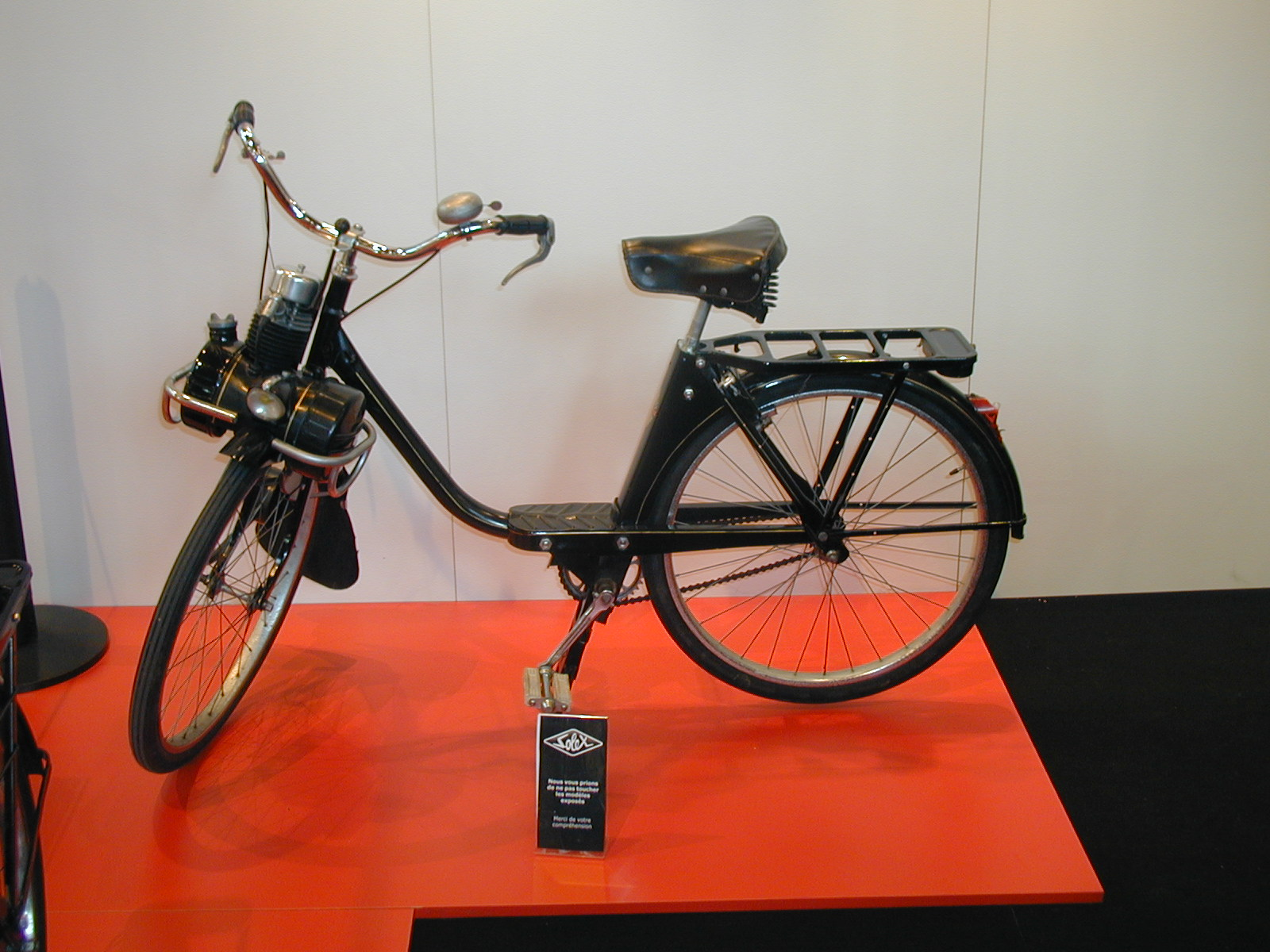
Vélosolex, modelo 1010 (1957).

Solex foi uma empresa francesa que fabricou carburadores e a moto pequena Vélosolex.

## História
Fundada em 1905 pelos estudantes da École centrale de Paris Maurice Goudard e Marcel Mennesson o ramo dos carburadores foi vendido para a empresa francesa Matra em 1973 e depois adquirido pela Magneti Marelli, uma subsidiária do grupo FIAT.
Em 1974 o ramo do moto foi vendido para Renault e Motobécane (mais tarde Yamaha Motor Company). Em 1988 a produção foi encerrada. A moto continua sendo produzida por licença na China.
Em 2005 a empresa Velosolex America LLC, detentor dos direitos da marca "Vélosolex", inicou na França a produção de réplicas de modelos históricos.